# Carlota

En karta som illustrerar provinsen Matanzas, där Carlotas minnesplats finns.

Carlota Lucumí, död i november 1844, var en afrikansk-född kubansk slavinna och upprorsledare som tillhörde Yorubafolket.
Tillsammans med slavinnan Lucumí Ferminia var Carlota en av ledarna för slavupproret vid Triunvirato-plantagen i Matanzas, Kuba 1843–1844.

## Biografi
Lite är känt om Carlotas liv, men hon sägs ha kidnappats från sitt hem i Afrika som tioåring, och sålts att jobba på socker- och bomullsplantager på Kuba. Historiker har brottats med bristen på tillförlitliga källor som dokumenterar slavars liv. Den mesta informationen om Carlota och hennes samtida kommer från vittnesmål som samlats in efter uppror.
Triunvirato-upproret var ett i en serie slavuppror över hela Kuba 1843. Det kännetecknades av massivt våld mot vita tillsyningsmän och plantageägare, samt stora egendomsskador. Vissa historiker nämner ett ökande antal förslavade människor på Kuba och spridandet av nyheter och ideologi bland slavar på ön som de främsta drivkrafterna bakom upproret.  Andra historiker nämner påverkan från den angränsande karibiska ön Haitis självständighetsrörelse och avskaffandet av slaveriet, vilket spred revolutionära idéer till människor på Kuba. Ytterligare andra nämner tidigare kubanska slavuppror, som Aponte-upproret 1812 ledd av José Antonio Aponte.
Carlota ska ha spridit upproret från Triunvirato-plantagen till den närliggande Acaná-plantagen. Hon samlade stöd från stora mängder slavar, och i slutet av revolten var totalt fem plantager inblandade. Hon var också känd för en våldsam attack mot tillsyningsmannens dotter.
Carlota dog i strid under upproret. Hon har hyllats som en martyr som dog i kampen för frihet. Hennes minne har använts för att koppla ihop slavuppror med den kubanska revolutionen 1959. Operation Carlota, Kubas intervention i Angola 1975, är döpt efter henne. Vid Triunvirato-plantagen finns ett minnesmärke som hedrar Carlota.